# Encarsia ashmeadi
Encarsia ashmeadi är en stekelart som först beskrevs av Girault 1915.  Encarsia ashmeadi ingår i släktet Encarsia och familjen växtlussteklar. Inga underarter finns listade i Catalogue of Life.